# Froelichia humboldtiana
Froelichia humboldtiana är en amarantväxtart som först beskrevs av Schult., och fick sitt nu gällande namn av Moritz August Seubert. Froelichia humboldtiana ingår i släktet Froelichia och familjen amarantväxter. Inga underarter finns listade i Catalogue of Life.